# پارک جی-هیون (بازیگر)
پارک جی هیون (کره‌ای: 박지현؛ زادهٔ ۲۶ نوامبر ۱۹۹۴) بازیگر و مدل اهل کره جنوبی است. او بیشتر به ایفای نقش در مجموعه تلویزیونی گو هه ریونگ مورخ تازه‌کار و فیلم‌های گونجیام: تیمارستان تسخیرشده و خشم الهی شناخته می‌شود.

## فیلم‌شناسی

### فیلم
| سال  | عنوان                       | نقش                 | منابع |
| ---- | --------------------------- | ------------------- | ----- |
| ۲۰۱۷ | کنترل                       | آه ری               | [ ۲ ] |
| ۲۰۱۸ | تعقیب                       | کیم سو کیونگ        | [ ۳ ] |
| ۲۰۱۸ | گونجیام: تیمارستان تسخیرشده | جی هیون             | [ ۴ ] |
| ۲۰۱۸ | رنگ‌های یک مرد               | زوج در رستوران چینی | [ ۵ ] |
| ۲۰۱۹ | خشم الهی                    | جو این              | [ ۶ ] |
| ۲۰۲۲ | لنگر                        | سو سونگ آه          | [ ۷ ] |
| ۲۰۲۳ | صورت پنهان                  | می جو               | [ ۸ ] |
| ۲۰۲۵ | افسانه ممنوعه               | دانبی               |       |

### مجموعه تلویزیونی
| سال       | عنوان                         | نقش           | توضیحات | منابع  |
| --------- | ----------------------------- | ------------- | ------- | ------ |
| ۲۰۱۷      | سایمدانگ، خاطرات درخشان       | لی یون        |         | [ ۹ ]  |
| ۲۰۱۷      | پادشاه عاشق                   | بی یون        |         | [ ۱۰ ] |
| ۲۰۱۸      | عالیجناب                      | پارک هه نا    |         | [ ۱۱ ] |
| ۲۰۱۸      | تریوس پنهانی من               | کلارا چوی     |         | [ ۱۲ ] |
| ۲۰۱۸      | اتاق اون جو                   | ریو هه جین    |         | [ ۱۳ ] |
| ۲۰۱۹      | گو هه ریونگ مورخ تازه‌کار      | سونگ سا هی    |         | [ ۱۴ ] |
| ۲۰۲۰      | از برامس خوشت میاد؟           | لی جونگ کیونگ |         | [ ۱۵ ] |
| ۲۰۲۱–۲۰۲۲ | سلول‌های یومی                  | سو سه یی      | فصل ۱   | [ ۱۶ ] |
| ۲۰۲۲      | لاو آل پلی                    | پارک جون یونگ |         | [ ۱۷ ] |
| ۲۰۲۲      | تولد دوباره در خانواده پولدار | مو هیون مین   |         | [ ۱۸ ] |